# Pycnogonum paragaini
Pycnogonum paragaini är en havsspindelart som beskrevs av Munilla, T. 1989. Pycnogonum paragaini ingår i släktet Pycnogonum och familjen Pycnogonidae. Inga underarter finns listade i Catalogue of Life.